# Colonsay
Colonsay (en gaélico escocés, Colbhasa) es una isla localizada en el archipiélago de las Hébridas Interiores, en Escocia. La isla se encuentra ubicada al norte de Islay y al sur de la Isla de Mull. Colonsay ocupa una superficie de 16 km² y alberga una población de 108 personas.
El principal asentamiento de Colonsay es Scalasaig (Sgalasaig), en su costa este, de donde salen ferris a Oban y, entre abril y octubre, a Kennacraig.